# یون داگور ثورستینسن
یون داگور ثورستینسن (زاده ۲۶ نوامبر ۱۹۹۸) یک فوتبالیست حرفه‌ای ایسلندی است که به عنوان هافبک برای باشگاه بلژیکی اود-هورلی لوون و تیم ملی ایسلند بازی می‌کند. 

## باشگاهی
در ۲۵ ژوئن ۲۰۱۹، باشگاه آرهوس در سوپرلیگ دانمارک اعلام کرد که با ثورستینسن قراردادی سه ساله امضا کرده است.  ثورستینسن در پایان فصل ۲۲–۲۰۲۱ آرهوس را ترک کرد. 

## گل‌های ملی
| تعداد | تاریخ          | میزبان                        | رقیب          | زده | پایانی | رقابت                    |
| ----- | -------------- | ----------------------------- | ------------- | --- | ------ | ------------------------ |
| ۱     | ۱۱ ژانویه ۲۰۱۹ | ورزشگاه بین‌المللی خلیفه, دوحه | سوئد          | ۲-۲ | ۲-۲    | دوستانه                  |
| ۲     | ۱۴ نوامبر ۲۰۲۱ | ورزشگاه فیلیپ دوم, اسکوپیه    | مقدونیه شمالی | ۱-۱ | ۳-۱    | مقدماتی جام جهانی ۲۰۲۲   |
| ۳     | ۶ ژوئن ۲۰۲۲    | لویگارتالس‌وتلور, ریکیاویک     | آلبانی        | ۱-۱ | ۱-۱    | لیگ ملت‌های اروپا ۲۳-۲۰۲۲ |
| ۴     | ۱۳ ژوئن ۲۰۲۲   | لویگارتالس‌وتلور, ریکیاویک     | اسرائیل       | ۰-۱ | ۲-۲    | لیگ ملت‌های اروپا ۲۳-۲۰۲۲ |
| ۵     | ۷ ژوئن ۲۰۲۴    | ورزشگاه ومبلی, لندن           | انگلستان      | ۰-۱ | ۰-۱    | دوستانه                  |